# Rivière au Phoque
La rivière au Phoque (English : Seal River) est l'affluent le plus au nord du littoral Est de la baie James. Ce cours d'eau traverse vers l'ouest la municipalité Eeyou Istchee Baie-James, dans la région administrative Nord-du-Québec, au Québec, au Canada.

## Géographie
D'une longueur de 103 km, la rivière au Phoque débute à environ 15 km au sud du lac Burton, sur le littoral Est de la baie James. La rivière s'écoule vers l'ouest. À la mi-parcours, ce cours d'eau s'évase en formant les lacs Minahikuskakami, Kapuskuchiskwaw, Aupasich et Ominuk.
La rivière au Phoque se déverse sur la rive Est de la baie James, près de la pointe Louis-XIV, laquelle constitue la limite sud-est de la baie d'Hudson et la limite nord-est de la baie James. Vers la fin des années 1840, un poste de pêche au saumon a été établi à l'embouchure de la rivière au Phoque.

## Industrie du phoque
Jadis le phoque constituait une activité économique prédominante dans les zones de littoraux nordiques. Les carcasses de phoques ou loups marins étaient échangés notamment pour leur graisse et leur peau, en contrepartie de marchandises de première nécessité ou de consommation discrétionnaire tels l'eau-de-vie et le tabac. Les postes de traites étaient aménagés à la baie James et à la baie d'Hudson par la Compagnie de la Baie d'Hudson.
Jadis, les phoques étaient une composante significative de l'alimentation des Amérindiens. En sus, les Cris utilisent la peau de phoque notamment dans la fabrication d'attelages, de lanières, de tentes, de kayaks et de baleinières.
À l'automne, dans ces régions nordiques, les Cris pratiquent la pêche au filet, salent le poisson et le transportent par bateau au village de Fort-George, désigné aujourd'hui Chisasibi (municipalité de village cri). La saison de chasse au phoque est idéale au printemps, car ces mammifères amphibies se hissent sur les glaces pour s'étendre au soleil, muer et mettre bas.
Ce pinnipède se caractérise par un corps fusiforme et des membres courts. Deux espèces fréquentent la région de la baie James : le phoque barbu, connu scientifiquement sous le nom de Erignathus barbatus, et le phoque commun, Phoca vitulina concolor, appelé vulgairement loup marin et chien de mer.

## Toponymie
Au milieu du XIXe siècle, la rivière au Phoque était désigné « Seal River ». Ce toponyme évoque ce mammifère marin carnassier de la famille des Phocidés.
Onze entités géographiques de la province de Québec comportent le mot « phoque » dans leur appellation. Le toponyme rivière au Phoque a été officialisé le 5 décembre 1968 à la Banque des noms de lieux de la Commission de toponymie du Québec.